# Монтескью-Фезенсак, Анатоль де
Барон (с 1810), затем граф (с 1832) Амбруаз Анатоль Огюстен де Монтескью-Фезенсак (фр. Ambroise Anatole Augustin de Montesquiou-Fézensac; 8 августа 1788, Париж — 22 января 1878, Château de Courtanvaux) — французский военный и государственный деятель, адъютант императора Наполеона I и короля Луи-Филиппа, лагерный маршал (1831), пэр Франции (член верхней палаты парламента; 1841—1848), поэт, переводчик Петрарки, драматург и мемуарист. Дед денди Робера де Монтескью-Фезенсака (1855—1921).

## Биография
Родился в 1788 году в Париже. Сын Пьера де Монтескью-Фезенсака (1764—1834), представителя старой французской аристократии, в дальнейшем ставшего преданным бонапартистом и великим камергером Наполеона, и его супруги, Луизы Шарлотты Франсуазы (1765—1835), воспитательницы сына Наполеона, носившего титул Римского короля.
В 1806 году, в возрасте около 18 лет, поступил на службу в наполеоновскую армию. Служил адъютантом (не путать с генерал-адъютантами) императора Наполеона. Эта должность являлась чрезвычайно почётной и совершенно не являлась тыловой, так как адъютант должен был под огнём доставлять приказы императора военачальникам прямо на поле боя. В этом качестве принимал участие в битвах при Эсслинге и при Ваграме в ходе австрийской кампании 1809 года.
В 1812 году в том же качестве принимал участие в Русском походе. Согласно воспоминаниям Монтескью-Фезенсака, на Поклонной горе Наполеон положил подзорную трубу на его плечо, чтобы созерцать панораму Москвы, которая ещё не была затронута пожаром. На Поклонной горе, Наполеон, согласно его собственным словам, ожидал депутацию «бояр» с ключами от города, в надежде, что Москва капитулирует, чего не произошло. В кампанию 1812 года адъютантом Наполеона какое-то время служил и его родственник, Раймон Эмери де Монтескью-Фезенсак.
Оставался адъютантом императора в ходе кампаний 1813 и 1814 годов. За отличие в сражении при Гану произведён в полковники. В 1814 году сумел лично захватить неприятельское знамя.
После первого отречения Наполеона подавал прошение, чтобы последовать в ссылку на остров Эльба; не получив на это разрешения, удалился в Вену, где в то время находился римский король. Конфликтовал с аббатом Франсуа  Монтескью-Фезенсаком, своим дальним родственником, дядей Раймона де Монтескью-Фезенсака и министром внутренних дел короля Людовика XVIII в период Первой реставрации. Аббат добился, чтобы Анатоль был официально уволен с военной службы. На какое-то время Анатоль был вынужден даже покинуть страну.
Однако, уже в 1816 году он вернулся во Францию и стал адъютантом герцога Орлеанского (будущего короля Луи-Филиппа). После революции 1830 года стал одним из самых ревностных сторонников новой монархии. Повышенный в чине до лагерного маршала в 1831 году и унаследовавший графский титул отца в 1832, Монтескью-Фезенсак заседал в палате депутатов (нижней палате парламента) с 1834 по 1840 год, после чего получил звание пэра Франции и перешёл в Верхнюю палату, уступив место в нижней палате своему старшему сыну.
В 1848 году Монтескью-Фезенсак последовал в изгнание за свергнутым королём. После смерти короля Луи-Филиппа (1850) вернулся во Францию.
С 1864 по 1869 год руководил Обществом помощи раненым воинам, которое позже стало французским Красным Крестом.
Анатоль де Монтескью-Фезенсак прожил долгую жизнь и скончался в 1878 году в своём замке Куртанво, внешний вид которого мало изменился с XV века.

## Творчество
Одинаково преданно служивший Бонапартам и Орлеанам, Монтескью-Фезенсак был человеком либеральных взглядов. Увлекаясь поэзией, он издал три тома переводов стихотворений Петрарки на французский язык, над которыми работал долгое время, и два тома собственных баллад, в которых нашли отражения воспоминания о походах наполеоновской эпохи и, в том числе, о тяготах русской кампании. Кроме того, опубликовал томик стихотворений, двухтомную эпическую поэму о Моисее, двухтомную поэму о Геракле и драму в стихах «Преступление».
Мемуары Монтескью-Фезенсака, где много внимания уделяется его участию в наполеоновской эпопее, были изданы отдельной книгой посмертно — в 1961 году.

## Семья
Монтескью-Фезенсак был женат на своей двоюродной сестре, фрейлине герцогини Орлеанской Элоди де Монтескью. В этом браке родилось трое сыновей, младший из которых был назван русским именем — Владимир (фр. Wolodimir).

## Книги Монтескью-Фезенсака
Часть книг Монтескью-Фезенсака сегодня доступны в оцифрованном виде (на французском языке).
- Poésies, 1820, Paris, Firmin Didot.
- Sonnets, canzones et ballades et sextines de Pétrarque, traduits en vers par le comte Anatole de Montesquiou, 1842—1843, Paris, Leroy, 3 volumes. (том 1, том 2, том 3)
- Chants divers, 1843, Paris, Amyot
- Moïse, poème en vingt-quatre chants, 1850, Paris, Amyot (том 1, том 2)
- Un Crime, drame en cinq actes et en vers, 1853, Paris, Amyot
- Hercule, poème épique, 1873, Paris, A. Lemerre, 2 volumes
- Souvenirs sur la Révolution, l’Empire, la Restauration et le règne de Louis-Philippe, présentés et annotés par Robert Burnand, 1961, Paris, Plon